# Kaiser-Franz-Denkmal (Wien)

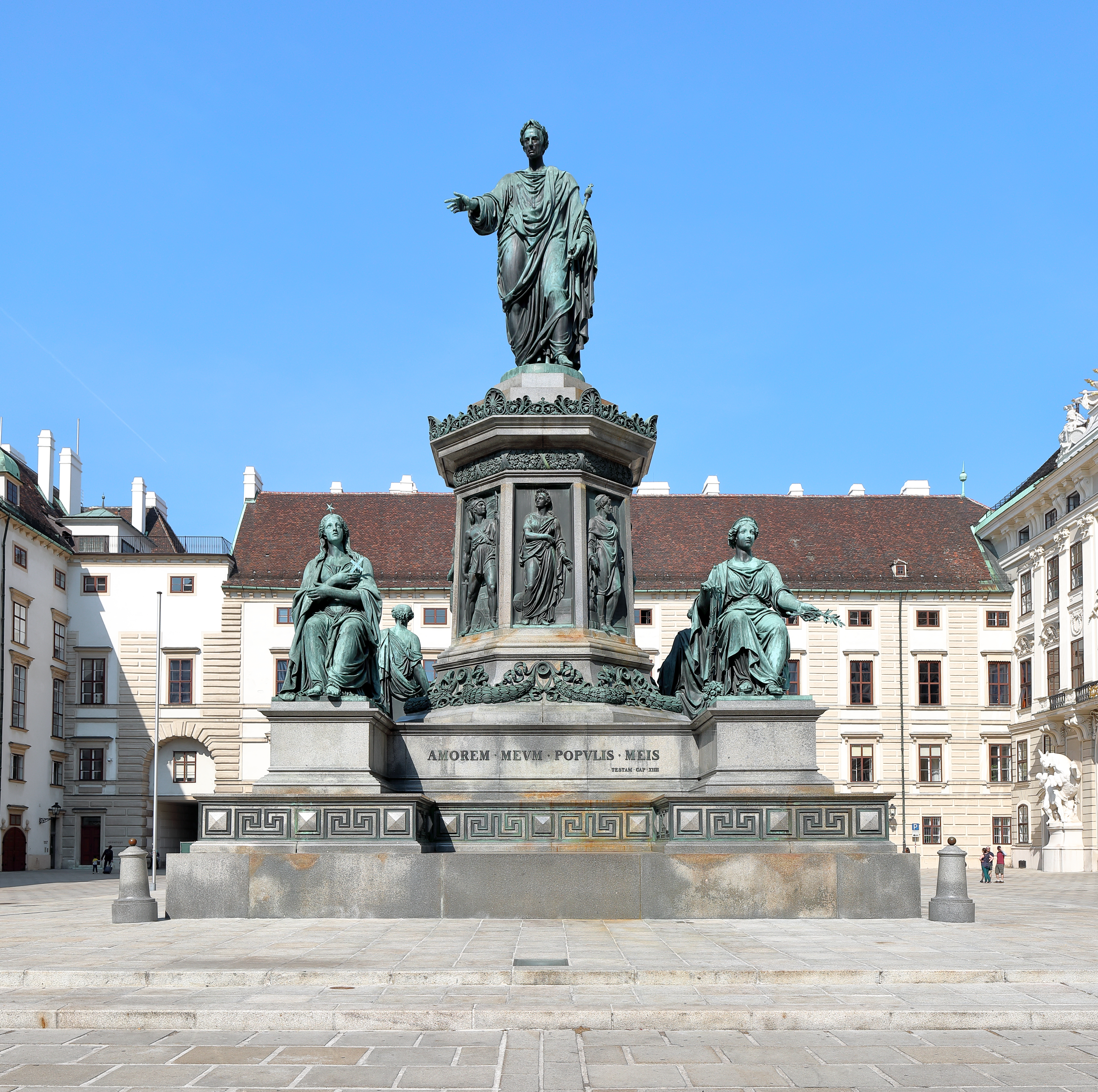
Franzensdenkmal

Das Kaiser-Franz-Denkmal, kurz Franzensdenkmal, auf dem Platz In der Burg (vormals Franzensplatz) in Wien erinnert an den österreichischen Kaiser Franz I. (1768–1835). Es wurde in den Jahren 1842–1846 im Auftrag von Ferdinand I. nach Entwurf von Pompeo Marchesi errichtet.

## Geschichte

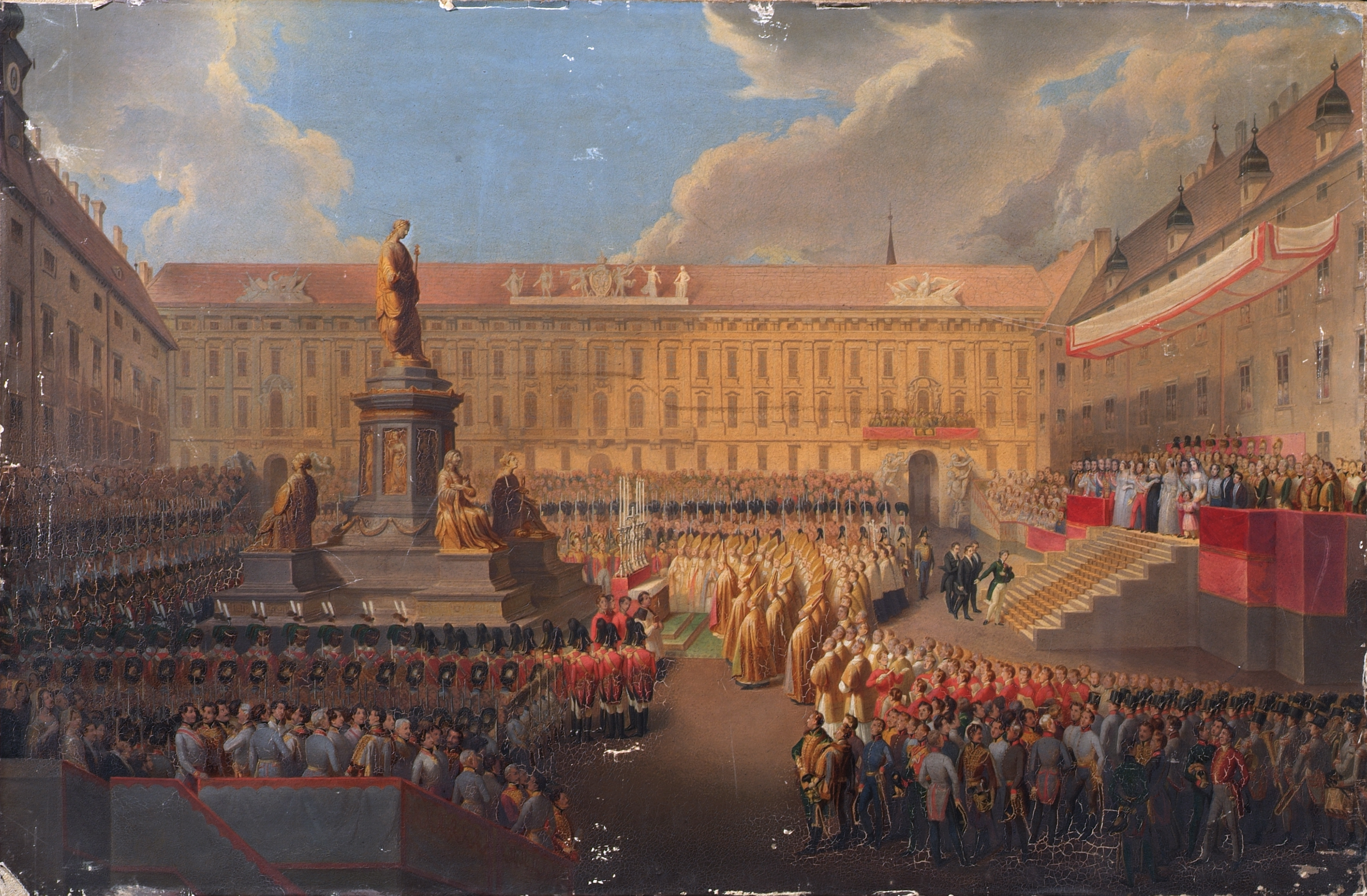
Enthüllung des Denkmals für Kaiser Franz I. von Österreich am 19. Juni 1846 auf dem Wiener Franzensplatz, Gemälde von Leopold Bucher, 1846, Belvedere Wien

Das Monumentaldenkmal für den ersten österreichischen Kaiser Franz I. und letzten des Heiligen Römischen Reiches (Kaiser Franz II.) wurde auf Veranlassung von Kaiser Ferdinand I. von dem Bildhauer Pompeo Marchesi geschaffen. Die Grundsteinlegung fand am Jahrestag der Völkerschlacht bei Leipzig 1842 statt und die Enthüllung am 16. Juni 1846.
Es stellt den Kaiser auf einem achteckigen Pfeiler in antiker Gewandung dar. An den Seitenfronten des Pfeilers sind bronzene Reliefs angebracht, die die Tätigkeiten des Volkes darstellen. Flankiert wird der Pfeiler von vier Kolossalstatuen, die den Glauben, die Stärke, den Frieden und die Gerechtigkeit symbolisieren.